# Caralluma wilhelmii
Caralluma wilhelmii är en oleanderväxtart som beskrevs av Mats Thulin. Caralluma wilhelmii ingår i släktet Caralluma och familjen oleanderväxter. Inga underarter finns listade i Catalogue of Life.